# Areias, Sequeiró, Lama e Palmeira
Areias, Sequeiró, Lama e Palmeira (llamada oficialmente União das Freguesias de Areias, Sequeiró, Lama e Palmeira) es una freguesia portuguesa del municipio de Santo Tirso, distrito de Oporto.

## Historia
Fue creada el 28 de enero de 2013 en aplicación de una resolución de la Asamblea de la República de Portugal promulgada el 16 de enero de 2013 con la unión de las freguesias de Areias, Lama, Palmeira y Sequeiró, pasando su sede a estar situada en la antigua freguesia de Areias.

## Demografía
| Gráfica de evolución demográfica de Areias, Sequeiró, Lama e Palmeira entre 2011 y 2021 |
|                                                                                         |
| Datos según el nomenclátor publicado por el INE portugués.                              |